# Санбранше
Санбранше (фр. Sembrancher) — місто  в Швейцарії в кантоні Вале, округ Антремон.

## Географія
Місто розташоване на відстані близько 100 км на південь від Берна, 24 км на південний захід від Сьйона.
Санбранше має площу 17,7 км², з яких на 4,3% дозволяється будівництво (житлове та будівництво доріг), 16,8% використовуються в сільськогосподарських цілях, 64,7% зайнято лісами, 14,2% не є продуктивними (річки, льодовики або гори).

## Демографія
2019 року в місті мешкало 1031 особа (+19,6% порівняно з 2010 роком), іноземців було 18,1%. Густота населення становила 58 осіб/км².
За віковим діапазоном населення розподілялося таким чином: 19,5% — особи молодші 20 років, 62,2% — особи у віці 20—64 років, 18,3% — особи у віці 65 років та старші. Було 494 помешкань (у середньому 2,1 особи в помешканні).
Із загальної кількості 660 працюючих 32 було зайнятих в первинному секторі, 261 — в обробній промисловості, 367 — в галузі послуг.